# Hexose
Les hexoses sont des oses (monosaccharides) qui comportent 6 atomes de carbone.
Ils ont tous la même formule brute C6H12O6.
Ils possèdent tous un groupement carbonyle :
- soit une fonction aldéhyde en position 1 (aldohexoses)
- soit une fonction cétone en position 2 (principalement), 3, 4 ou 5 (cétohexoses ou dihydroxycétone).

## D-aldohexoses
Les aldohexoses possèdent quatre atomes de carbone asymétriques ce qui fait que 8 paires d'énantiomères, diastéréoisomères entre elles, sont possibles. Parmi eux, seuls le D-glucose, le D-galactose ou D-mannose sont naturellement présents dans la nature.

allose
altrose
glucose
mannose
gulose
idose
galactose
talose

### Moyens mnémotechniques
- (fr) Allez Altruistes Glaner la Manne, Gustave Ira Garder les Taureaux.
- (en) all altruists gladly make gum in gallon tanks.

## Cétohexoses (ou hexulose)
Les cétohexoses possèdent 3 atomes de carbone chiraux soit 4 paires d'énantiomères, diastéréoisomères entre elles. Les cétohexones avec la fonction cétone en position 2 sont :

psicose (ou allulose)
fructose (ou gluculose)
sorbose (ou gululose)
tagatose (ou galactulose)